# 瓦馬利區

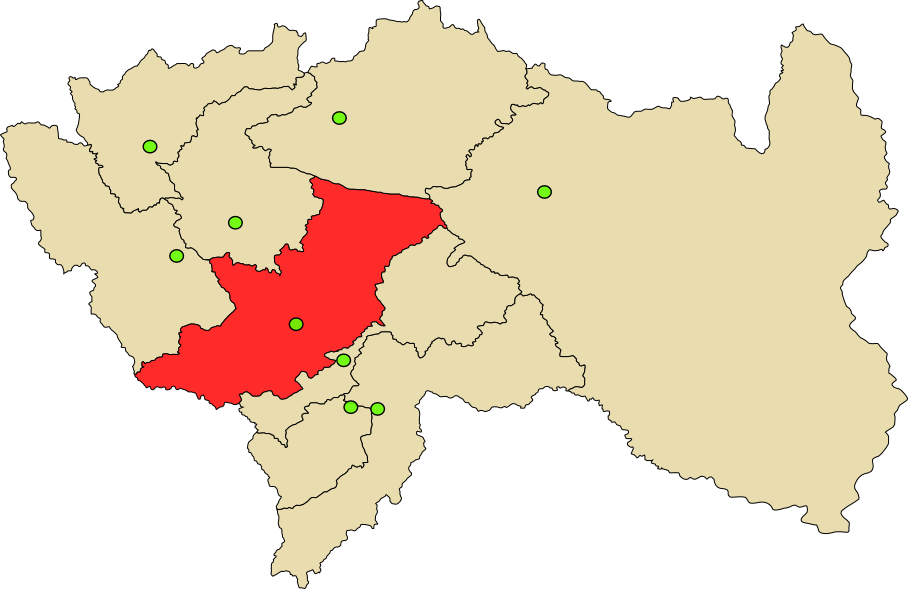
瓦馬利區在秘魯的位置

瓦馬利區（西班牙語：Distrito de Huamalí），是秘魯的一個區，位於該國中部胡寧大區的豪哈省，始建於1911年12月4日，面積20.19平方公里，海拔高度3,339米，2005年人口2,118，人口密度每平方公里100人。